# Johann Christian Leopold
Johann Christian Leopold (auch: Johannes oder Iohann …; * 1699 in Augsburg; † 3. August 1755 ebenda) war ein deutscher Kupfer- und Notenstecher sowie Kunst- und Musik-Verleger.

## Leben
Leopold war der Sohn des Kupferstechers und Verlegers Joseph Friedrich Leopold. Im Zeitraum von 1710 und 1750 veröffentlichte die Verlegerfamilie zahllose Grafiken und Städteansichten. Mit dem Tod seines Vaters übernahm er den Verlag. Mehr noch als sein Vater hatte sich Leopold als einer der bedeutendsten Notenstecher in der ersten Hälfte des 18. Jahrhunderts für überwiegend weltliche Werke verschiedener Komponisten einen Namen gemacht.
Leopold arbeitete unter anderem mit dem Maler des Rokoko, Gottfried Bernhard Göz, zusammen sowie mit Johann Jacob Lotter. Er hatte einen gleichnamigen Sohn (* 1729 in Augsburg; † 24. April 1779 ebenda), der jedoch nicht an die verlegerischen Erfolge seines Vaters anschließen konnte.

## Werke
Stadtansichten

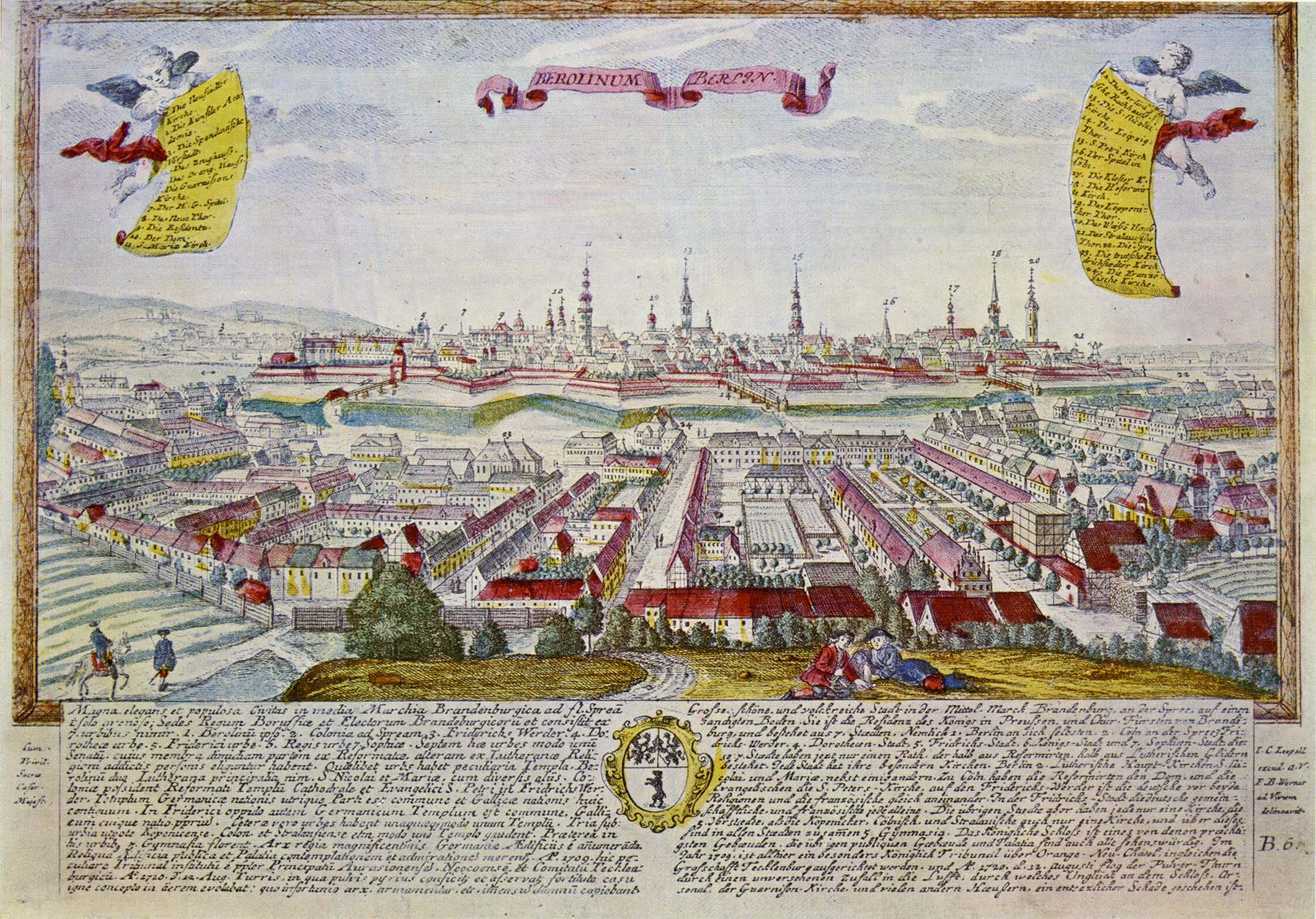
Kolorierter Kupferstich Berlin nach Friedrich Bernhard Werner, um 1730

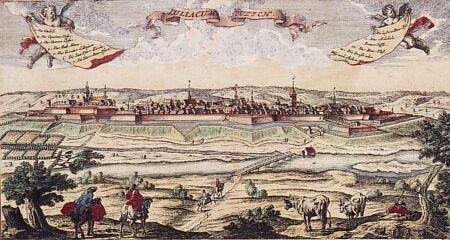
Ansicht von Juelich

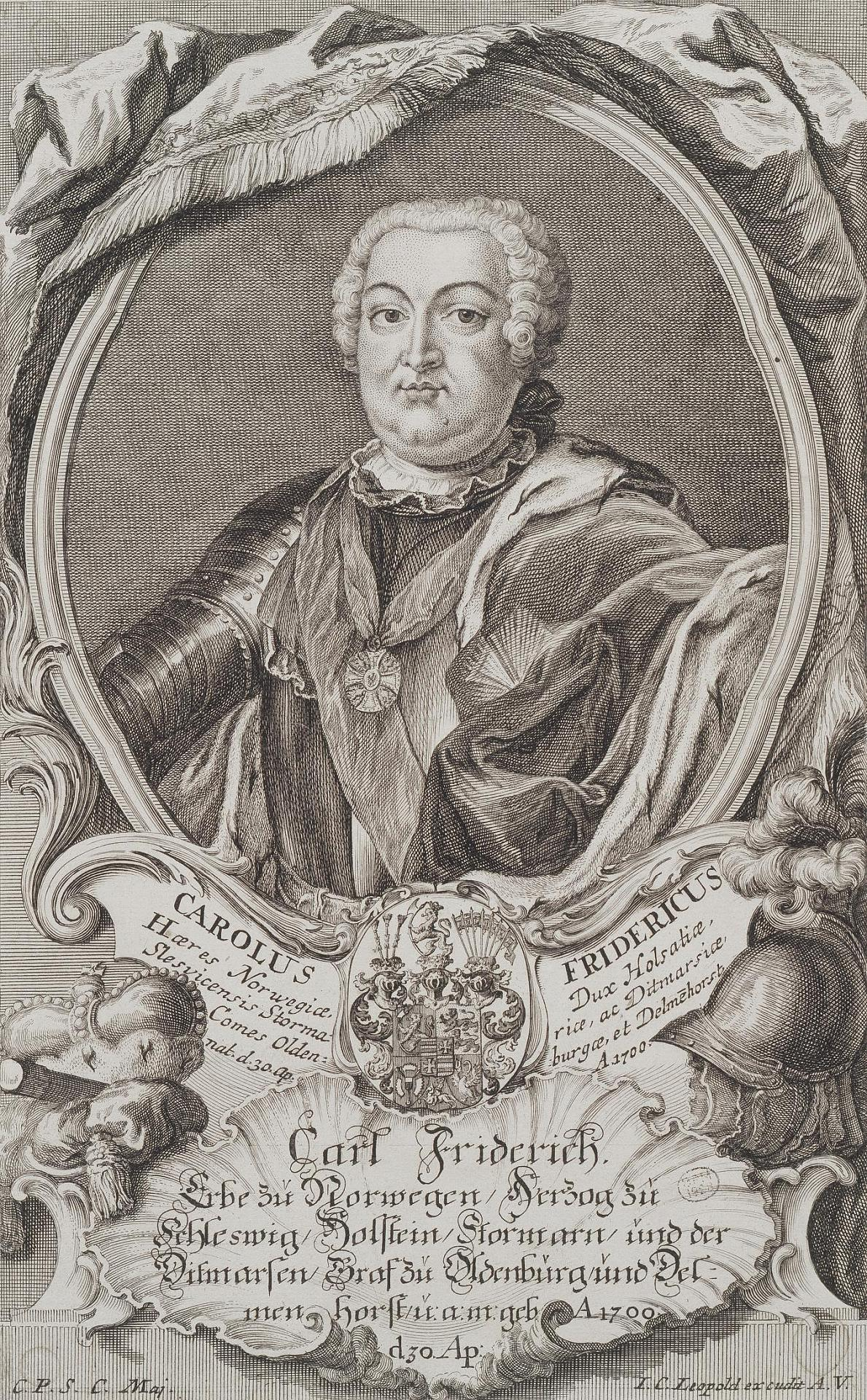
Karl Friedrich in der Eremitage, datiert vor 1739

- Zahlreiche sepiafarbene Ansichten der Stadt Augsburg tragen die Bezeichnung „Aug. Vind.“ (Augustae Vindelicorum), den römischen Namen der Stadt. Sie sind mit einem Abriss zur Stadtgeschichte in lateinisch/deutscher Sprache versehen.[2]
- Nach Zeichnungen von Friedrich Bernhard Werner entstanden mehrere kolorierte Kupferstiche:
  - um 1730 datiert eine Stadtansicht von Berlin;
  - um 1750 eine Ansicht der Festung und der Stadt Jülich

Herausgeberschaft
- Melchior Mattsperger: Geistliche Herzens-Einbildungen Inn Zweihundert und Fünfzig Biblischen Figur-Sprüchen angedeutet …. (uni-heidelberg.de).
- „Accurate Representation, / Oder Vorstellung, / Des Herrlichen Festins, / Welches die Durchleuchtigste Fürstin und Frau / Frau / Francisca Sibylla Augusta, / Marggräffin zu Baaden und Hochberg & Wittib, / Gebohrne Herzogin zu Sachsen-Lauenburg, / Dero Durchleuchtigsten Familie / In den wider [sic] hergestellten Schloss Ettlingen / Anno 1729, den 11. Januarÿ gegeben, / zu finden, / Bey Johann Christian Leopold / Kunstverlegern in Augsburg.“[3]

Porträts
- Karl Friedrich, Herzog von Schleswig-Holstein-Gottorf wird in der Kupferstichsammlung der Eremitage in Sankt Petersburg aufbewahrt.
- Sophie Dorothea von Hannover (Mezzotinto).[4]

Notenstiche

Vater und Sohn verlegten Musiknoten zahlreicher überwiegend weltlicher Werke, unter anderem von Johann Caspar Ferdinand Fischer, Georg Muffat, Alessandro Marcello, Philippo Martino, Joseph Nicolaus Torner, Francesco Antonio Bonportis und Johann Daniel Berlin. Johann Gottfried Walther, der erste deutsche Musiklexikograph, „ist mit fast allen seinen im Druck erschienenen Werken für Tasteninstrumente vertreten“.